# Phil Carpenter
William Philip "Phil" Carpenter (14 juli 1947) is een Brits voormalig motorcoureur. Hij is eenmalig Grand Prix-winnaar in het wereldkampioenschap wegrace en behaalde twee zeges in de Isle of Man TT.

## Carrière
Carpenter is voornamelijk bekend van zijn deelnames aan de Isle of Man TT. In 1969 debuteerde hij in de race in de Lightweight-klasse, waarin hij op een Yamaha negende werd. In 1970 wist hij in dezelfde klasse de finish niet te bereiken. In 1971 reed hij in zowel de Lightweight-klasse als in de Senior TT; in de Lightweight werd hij achter Charlie Williams tweede. In 1972 behaalde hij zijn eerste zege in de race, eveneens in de Lightweight-klasse.
In 1973 reed Carpenter in zes klasses van de Isle of Man TT voor Yamaha, waarvan vier klasses meetelden voor het wereldkampioenschap wegrace: de Lightweight 125 cc, de Lightweight 250 cc, de Junior TT, die gelijk stond aan de 350 cc en de Senior TT, waardoor hij in de 500 cc-klasse deelnam. Zijn enige finishes dat jaar waren een vijfde plaats in de Junior TT en een zevende plaats in de Lightweight 250 cc. In 1974 reed hij in vier Isle of Man-klasses. Hij wist de Senior TT-klasse te winnen, waardoor hij ook zijn enige Grand Prix-zege behaalde in de 500 cc-klasse. In de andere races kwam hij niet aan de finish.
In 1975 reed Carpenter in vijf klasses in de Isle of Man TT, maar kwam in geen van deze races aan de finish. In 1976 reed hij enkel in de Production TT-klasse op een Kawasaki, maar viel hierin ook uit. In 1977 reed hij in zijn laatste vier races in de Isle of Man TT, waarin hij eveneens het einde niet haalde.